# Carmen Puch de Güemes
Margarita del Carmen Puch Velarde (Estancia Los Sauces, Imperio español; 21 de febrero de 1797-Salta, Provincias Unidas del Río de la Plata; 3 de abril de 1822), más conocida como Carmen Puch, fue una patricia argentina, hermana de Dionisio Puch y esposa de Martín Miguel de Güemes, general y político argentino.

## Biografía

### Familia
Fue la única hija mujer del vasco Domingo Puch Izuleta y Dorotea Velarde. Su padre era un hacendado adinerado que contribuyó con bienes y dinero en la Guerra Gaucha.
El 15 de julio de 1815, a los 18 años, se casó con Martín Miguel de Güemes, en la Catedral de Salta, luego de haber sido presentados por Macacha Güemes, hermana de Güemes.
Carmen Puch fue madre de tres hijos: Martín Güemes Puch, quien fue gobernador de Salta, Luis Güemes Puch e Ignacio Güemes Puch, quien murió antes de cumplir un año. Martín y Luis, al quedar huérfanos, fueron educados por sus tíos maternos.

### Influencia
Luego del matrimonio intervino como oficiosa diplomática en el conflicto suscitado entre el gobernador Güemes y el jefe del Ejército del Norte, el general José Rondeau. Fue por su mediación y la de otras figuras de la provincia que se posibilitó la firma del Pacto de los Cerrillos como uno de los factores de concordia entre los bandos beligerantes.

### Durante la guerra
En mayo de 1820, amenazada de secuestro y para ponerla a salvo del enemigo, Güemes, entonces gobernador de Salta, despachó a su esposa desde la capital hacia el cuartel de Chamical. Como el ejército invasor avanzaba hacia el propio cuartel donde ella estaba refugiada con sus hijos, todo el conjunto debió emprender de nuevo viaje. Así llegaron hasta la estancia Los Sauces, en Rosario de la Frontera, propiedad de la familia Puch. Pero una vez allí, Güemes la aconsejó trasladarse hacia La Candelaria, estancia ubicada cerca de Tucumán, para que estuviera alejada del peligro. Debido al continuo acecho, fueron alternando entre La Candelaria, Los Sauces, la Posta del Arenal y también en las propiedades del último amigo de Güemes, José Ignacio Gorriti, en Los Horcones y Miraflores.

### Muerte
Falleció el 3 de abril de 1822, a los 25 años, probablemente por una depresión causada por el fallecimiento de su esposo, el 17 de junio de 1821, como consecuencia de un tiro en la espalda durante un enfrentamiento contra los realistas.
Un cuento popular narra que al enterarse Carmen del deceso de Güemes, se encerró en su habitación en la residencia de los Puch, sin comida ni agua y se cortó el cabello, que era frecuentemente alabado por su esposo, para finalmente dejarse morir casi un año después.
Desde 2007 sus cenizas descansan al lado de los de su marido en el Panteón de las Glorias del Norte, aunque no se sabe exactamente como llegaron a parar ahí ni quién las trajo.